# 蓬萊団地

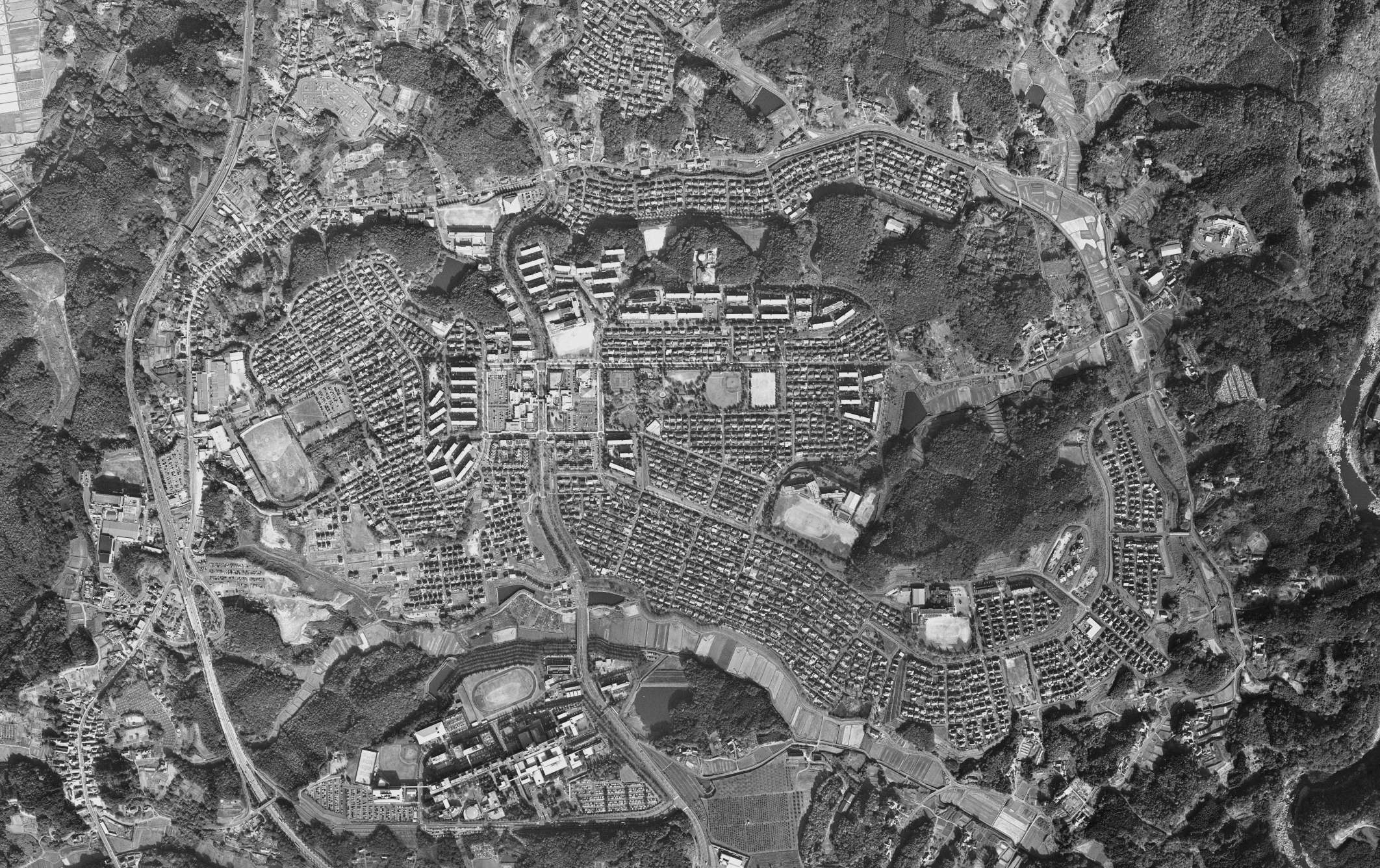
蓬莱町周辺の航空写真（2005年撮影）。

蓬萊団地（ほうらいだんち）は、福島県福島市の南部に位置するニュータウンである。

## 概要
主に蓬萊町を中心として、田沢、桜台、光が丘に広がる高度経済成長期以降に整備された団地群のことをいう。蓬萊地区とも呼ばれる。蓬萊団地の開発初期に県住宅供給公社がつけた蓬萊ニュータウンという呼称はあまり普及していない。
高度成長期に発展したニュータウンの事例にもれず、近年では少子高齢化による過疎化、空洞化が深刻な問題となっている。大部分が住宅地であり、公営団地1600戸と合わせ閑静な住宅街を形成している。北部には農地や山林が立地し、南部には誘致された企業の工場や福島県立医科大学が置かれている。
後に周辺の隣接する地域に桜台、あさひ台、南福島ニュータウンといった住宅地が整備された。他に近隣にあるものではより南に位置する美郷ガーデンシティ（松川町美郷）、北に位置する南向台がある。

## 歴史
この地区は江戸時代から清水町村が奥州街道の宿駅として栄えていた（清水町宿）。
- 1889年（明治22年）、清水町村が周辺の村と合併、後に福島市と合併し市内杉妻地区に属していた。
- 1969年（昭和44年）に蓬萊団地の開発が始まり人口が増加、1975年（昭和50年）に福島市役所蓬萊支所が開設され、蓬萊町、田沢、清水町が蓬萊地区として独立した。
- 1987年（昭和62年）、福島県立医科大学附属病院が、福島市杉妻町より移転。このときから病院付近の地名を光が丘とした。
- 1988年（昭和63年）、病院に続き、福島県立医科大学も光が丘に移転。

## 蓬萊町
福島市街地から南に7kmほど離れた緑豊かな山間に位置する。一丁目から八丁目まである。郵便番号は960-8157。町の整備前は福島市の田沢・清水町・松川町浅川の各一部に属していた。町の名称は、東側を流れる阿武隈川の川辺にある蓬萊岩に由来する。主な道路として、市道南町浅川線が町の南北に走る。町の西側にあるムネカタ株式会社は蓬萊団地の開発前から置かれている。
- 発足年: 1972年（昭和47年）
- 位置: 北緯37度41分52.49秒 東経140度28分20.46秒 / 北緯37.6979139度 東経140.4723500度
- 世帯数: 4,059世帯（2012年11月30日現在）[2]
- 人口: 10,047人（2012年11月30日現在）[2]

### 施設
- 福島市役所蓬萊支所（四丁目）
- 福島市立蓬萊中学校（五丁目）
- 福島市立蓬萊小学校（四丁目）
- 福島市立蓬萊東小学校（七丁目）
- ほうらい幼稚園（七丁目）
- 蓬萊もみじ幼稚園（二丁目）
- 福島市蓬萊児童センター（四丁目）
- 福島県警察学校（一丁目）
- 福島蓬萊郵便局（四丁目）
- 蓬萊中央公園（四丁目）
- 蓬萊ショッピングセンター（二丁目） : 蓬萊団地の開発初期には多数の店舗が出店していたが、人口減少が進む近年では出店数が少なくなっている。主な店舗はいちい。
- 蓬萊学習センター（四丁目）

## 交通
福島市街地からは国道4号福島南バイパス、もしくは旧国道4号を南進し、伏拝交差点から市道を南東へ進むルートが一般的である。この地点は福島県内でも有数の交通量を誇る。福島駅東口発の路線バスも周辺に比べると比較的本数が多く設定されている。地内を走る路線バスの蓬萊団地線・桜台経由医大線では夜間19時以降に限りバス停以外での自由乗降が可能になる。

## 註
1. ↑  福島市の行政区域（支所所管区域）では、蓬萊支所の管轄地域は蓬萊町・清水町・田沢となっており、必ずしも蓬萊団地が地区全体を指すとは限らない。光が丘は松川支所の管轄地域である。
2. 1 2  “統計情報 住民基本台帳人口（平成24年11月）”.   福島市. 2012年12月24日閲覧。